# Rudolf IV. von Neuenburg

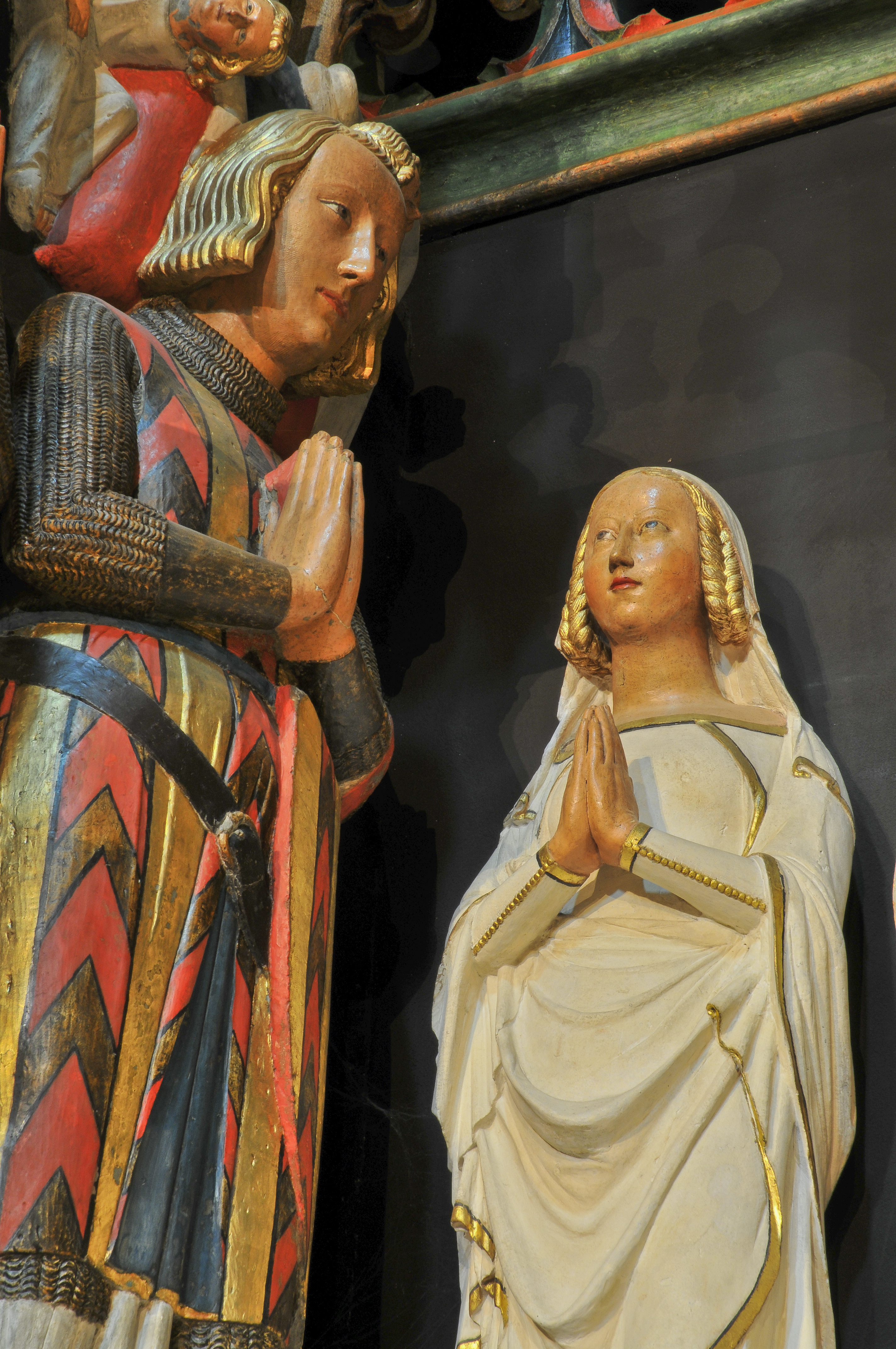
Rudolf IV. (Grabmal der Grafen von Neuenburg)

Rudolf IV. von Neuenburg (französisch Rodolphe IV de Neuchâtel, auch Rollin genannt, lateinisch Rodolphus de Novocastro; * um 1270; † März 1343) war Graf und Herr von Neuenburg.

## Familie
Rudolfs Eltern waren Amadeus, Mitherr von Neuenburg und Jordane de La Sarraz, Herrin von Belmont. Er heiratete 1294 Eleonore, eine Tochter des Ludwig I. von Savoyen († 1335). Sein Sohn und Erbe Ludwig von Neuenburg wurde 1305 geboren. Mit dem Tod seiner Enkelin Isabella endete 1395 die 360-jährige Herrschaft der Neuenburger in direkter Linie. Die Grafschaft fiel bis 1457 an die Grafen von Freiburg.

## Wirken
Rudolf wurde 1288 nach dem Tod des Vaters erstmals erwähnt. Mit dessen Tod verlor Neuenburg die Reichsunmittelbarkeit. Lehnsherr wurde Johann I. von Chalon-Arlay. Rudolf schloss 1290 mit Freiburg eine Offensivallianz gegen die Herren von Valangin. Im Februar 1296 besiegte er diese in der Schlacht bei Coffrane. Fünf Jahre später zerstörte er deren Festung La Bonneville.
Rudolf IV. führte 1296 den Grafentitel wieder ein und wurde um 1300 Landvogt der Waadt. Mit Bern verburgrechtete er sich 1308. Seinen Einfluss konnte Rudolf IV. mit Boudevilliers, einer Enklave in der Herrschaft Valangin, und Vaumarcus ausdehnen. Die Gründung von Le Landeron festigte 1328/29 seine Grenze zum Bistum Basel und kontrollierte die Zihl. Die spätere Stadt stand La Neuveville gegenüber, die der Fürstbischof seinerseits 1312 gegründet hatte.
Seinem Sohn Ludwig übergab er 1325 die Burg Champvent und das Schloss Neuenburg. Dies bedeutete den Beginn des Konflikts mit den de Montfaucon um die Güter in der Freigrafschaft Burgund.

## Belege
1. 1 2 3  Lionel Bartolini: Rudolf IV. von Neuenburg. In: Historisches Lexikon der Schweiz.  4. November 2010.
2. 1 2  Germain Hausmann: Ludwig von Neuenburg. In: Historisches Lexikon der Schweiz.  4. Dezember 2014.
3. ↑  Lionel Bartolini: Isabella von Neuenburg. In: Historisches Lexikon der Schweiz.  4. November 2010.
4. ↑  Lionel Bartolini: Rodolphe IV de Neuchâtel. In: Historisches Lexikon der Schweiz. 4. November 2010 (französische Originalfassung).

| Vorgänger                          | Amt                                        | Nachfolger           |
| ---------------------------------- | ------------------------------------------ | -------------------- |
| Amadeus und Heinrich von Neuenburg | Herr und Graf von Neuenburg 1288/1296–1343 | Ludwig von Neuenburg |

| Personendaten    | Personendaten                                              |
| ---------------- | ---------------------------------------------------------- |
| NAME             | Rudolf IV.                                                 |
| ALTERNATIVNAMEN  | Rudolf IV. von Neuenburg; Rodolphe IV de Neuchâtel; Rollin |
| KURZBESCHREIBUNG | Graf von Neuenburg                                         |
| GEBURTSDATUM     | 1270                                                       |
| STERBEDATUM      | März 1343                                                  |